# Metro Redux
Metro Redux és la remasterizació dels dos primers jocs de la sèrie Metro per a les plataformes de PC, PlayStation 4 i Xbox One. Aquest títol es compon dels jocs Metro 2033 i Metro Last Light. Tots dos jocs combinen elements d'acció amb survival horror i elements de First-person shooter.
Aquesta edició va ser desenvolupada per 4A Games i distribuïda per Deep Silver. La data de llançament oficial va ser a la fi d'agost de 2014 per a totes les plataformes.

## Argument
En els jocs de la franquícia Metro Redux, s'encarna al protagonista, Artyom, un soldat rus situat a Moscou després d'haver sofert un incident nuclear que ha desolat aquesta zona, obligant als supervivents a viure refugiats en la línia de metro.
Tots dos jocs es desenvolupen en un context de pobresa i escassetat de recursos, on els refugiats han de lluitar per la seva supervivència tant dins com fora de la línia de metro, on habiten unes bèsties anomenades Els Foscos.

## Innovacions
Tots dos jocs presenten un nou apartat gràfic totalment redissenyat, tals com l'augment de la qualitat a 1080p tant para PC com para PlayStation 4 i 900p per Xbox One, així com la possibilitat d'executar la 4K resolution en els PC més exigents.
La franquícia de videojocs ha rebut una millora notable de la il·luminació i efectes gràfics, tals com els efectes de partícules de fons.
També s'ha millorat la taxa de quadres d'animació, arribant a aconseguir els 60 quadres per segon.
A l'apartat de jugabilitat tots dos jocs reben diverses millores com la personalització de totes les armes, la millora de la intel·ligència artificial dels enemics o la inclusió de noves zones i secrets no disponibles en les edicions anteriors.
Augmenten també els nivells de dificultat incloent: Normal, Difícil, Comando i Comando difícil així com els diferents tipus d'estil de joc, com ara; Supervivència, Survival Horror i Espartan.